# FIS Cup w skokach narciarskich 2008/2009
FIS Cup w skokach narciarskich 2008/2009 – 4. edycja FIS Cupu, która rozpoczęła się 12 lipca 2008 roku w Oberwiesenthal, a zakończyła 7 marca w Sapporo. W ramach cyklu rozegrano 22 konkursy.

## Kalendarz i wyniki
| Lp.                                                             | Data                                                            | Miejscowość                                                     | HS                                                              | Uwagi                                                           | 1. miejsce          | 2. miejsce                 | 3. miejsce                     |
| --------------------------------------------------------------- | --------------------------------------------------------------- | --------------------------------------------------------------- | --------------------------------------------------------------- | --------------------------------------------------------------- | ------------------- | -------------------------- | ------------------------------ |
| 1.                                                              | 12 lipca 2008                                                   | Oberwiesenthal                                                  | HS-106                                                          | –                                                               | Manuel Fettner      | Nicolas Fettner            | Nico Hermann                   |
| 2.                                                              | 13 lipca 2008                                                   | Oberwiesenthal                                                  | HS-106                                                          | –                                                               | Nicolas Fettner     | Manuel Fettner             | Andreas Strolz                 |
| 3.                                                              | 9 sierpnia 2008                                                 | Szczyrbskie Jezioro                                             | HS-100                                                          | –                                                               | Roman Trofimow      | Andraž Pograjc             | Marc Krauspenhaar Tomáš Zmoray |
| 4.                                                              | 10 sierpnia 2008                                                | Szczyrbskie Jezioro                                             | HS-100                                                          | –                                                               | Roman Trofimow      | Grzegorz Miętus            | Dawid Kowal                    |
| 5.                                                              | 22 sierpnia 2008                                                | Predazzo                                                        | HS-106                                                          | –                                                               | Sebastian Colloredo | Michael Hayböck            | Dawid Kubacki                  |
| 6.                                                              | 23 sierpnia 2008                                                | Predazzo                                                        | HS-106                                                          | –                                                               | Thomas Thurnbichler | Daniel Lackner             | Dawid Kubacki                  |
| —                                                               | 6 września 2008                                                 | Kranj                                                           | HS-109                                                          | [ a ]                                                           | odwołany            | odwołany                   | odwołany                       |
| —                                                               | 7 września 2008                                                 | Kranj                                                           | HS-109                                                          | [ a ]                                                           | odwołany            | odwołany                   | odwołany                       |
| 7.                                                              | 11 października 2008                                            | Einsiedeln                                                      | HS-117                                                          | –                                                               | Pascal Bodmer       | Klemens Murańka            | Lukas Müller                   |
| 8.                                                              | 12 października 2008                                            | Einsiedeln                                                      | HS-117                                                          | –                                                               | Anders Fannemel     | Klemens Murańka            | Pascal Bodmer                  |
| 9.                                                              | 20 grudnia 2008                                                 | Szczyrbskie Jezioro                                             | HS-100                                                          | –                                                               | Dawid Kubacki       | Marc Krauspenhaar          | Maciej Kot                     |
| —                                                               | 21 grudnia 2008                                                 | Szczyrbskie Jezioro                                             | HS-100                                                          | [ b ]                                                           | odwołany            | odwołany                   | odwołany                       |
| 10.                                                             | 10 stycznia 2009                                                | Harrachov                                                       | HS-100                                                          | –                                                               | Richard Freitag     | Jakub Kot                  | Peter Prevc Grzegorz Miętus    |
| 11.                                                             | 11 stycznia 2009                                                | Harrachov                                                       | HS-100                                                          | –                                                               | Richard Freitag     | Dawid Kowal                | Jaka Hvala Jakub Kot           |
| 12.                                                             | 14 stycznia 2009                                                | Yabuli                                                          | HS-100                                                          | [ c ]                                                           | Shō Suzuki          | Maximilian Mechler         | Nico Faller                    |
| 13.                                                             | 17 stycznia 2009                                                | Lauscha                                                         | HS-102                                                          | –                                                               | Florian Horst       | Jernej Košnjek             | Elias Pfannenstill             |
| —                                                               | 18 stycznia 2009                                                | Lauscha                                                         | HS-102                                                          | [ b ]                                                           | odwołany            | odwołany                   | odwołany                       |
| —                                                               | 24 stycznia 2009                                                | Szczyrk                                                         | HS-106                                                          | [ a ]                                                           | odwołany            | odwołany                   | odwołany                       |
| —                                                               | 25 stycznia 2009                                                | Szczyrk                                                         | HS-106                                                          | [ a ]                                                           | odwołany            | odwołany                   | odwołany                       |
| 14.                                                             | 31 stycznia 2009                                                | Eisenerz                                                        | HS-100                                                          | –                                                               | Nicholas Fairall    | Roberto Dellasega          | Stefan Hayböck                 |
| 15.                                                             | 1 lutego 2009                                                   | Eisenerz                                                        | HS-100                                                          | –                                                               | Stefan Lang         | Tomáš Zmoray               | Radik Żaparow                  |
| —                                                               | 6 lutego 2009                                                   | Westby                                                          | HS-117                                                          | [ a ]                                                           | odwołany            | odwołany                   | odwołany                       |
| —                                                               | 7 lutego 2009                                                   | Westby                                                          | HS-117                                                          | [ a ]                                                           | odwołany            | odwołany                   | odwołany                       |
| 16.                                                             | 14 lutego 2009                                                  | Notodden                                                        | HS-100                                                          | –                                                               | Felix Brodauf       | David Winkler              | Rune Velta                     |
| 17.                                                             | 15 lutego 2009                                                  | Notodden                                                        | HS-100                                                          | –                                                               | Sindre Trana        | Felix Brodauf              | David Winkler                  |
| 18.                                                             | 28 lutego 2009                                                  | Ljubno                                                          | HS-95                                                           | –                                                               | Dejan Judež         | Stefan Hayböck             | Sašo Tadič                     |
| 19.                                                             | 1 marca 2009                                                    | Ljubno                                                          | HS-95                                                           | –                                                               | Dejan Judež         | Nejc Frank                 | Elias Pfannenstill             |
| 20.                                                             | 3 marca 2009                                                    | Zaō                                                             | HS-100                                                          | –                                                               | Hiroaki Watanabe    | Felix Brodauf              | Shūsaku Hosoyama               |
| 21.                                                             | 4 marca 2009                                                    | Zaō                                                             | HS-100                                                          | –                                                               | Shūsaku Hosoyama    | Thomas Diethart            | Yukio Sakano Felix Brodauf     |
| 22.                                                             | 7 marca 2009                                                    | Sapporo                                                         | HS-98                                                           | –                                                               | Yoshihiko Osanai    | Akira Higashi Yukio Sakano | —                              |
| FIS Cup w skokach narciarskich 2008/2009 – klasyfikacja końcowa | FIS Cup w skokach narciarskich 2008/2009 – klasyfikacja końcowa | FIS Cup w skokach narciarskich 2008/2009 – klasyfikacja końcowa | FIS Cup w skokach narciarskich 2008/2009 – klasyfikacja końcowa | FIS Cup w skokach narciarskich 2008/2009 – klasyfikacja końcowa | Felix Brodauf       | David Winkler              | Marc Krauspenhaar              |

## Klasyfikacja generalna
| Źródło  | Źródło             | Źródło | Źródło |
| Miejsce | Zawodnik           | Punkty |        |
| ------- | ------------------ | ------ | ------ |
| 1.      | Felix Brodauf      | 677    |        |
| 2.      | David Winkler      | 298    |        |
| 3.      | Marc Krauspenhaar  | 295    |        |
| 4.      | Dawid Kubacki      | 282    |        |
| 5.      | Roman Trofimow     | 281    |        |
| 6.      | Dejan Judež        | 265    |        |
| 7.      | Thomas Diethart    | 250    |        |
| 8.      | Tomáš Zmoray       | 242    |        |
| 9.      | Andraž Pograjc     | 241    |        |
| 10.     | Elias Pfannenstill | 236    |        |
| 11.     | Grzegorz Miętus    | 234    |        |
| 12.     | Nicolas Fettner    | 233    |        |
| 13.     | Dawid Kowal        | 231    |        |
| 14.     | Richard Freitag    | 230    |        |
| 15.     | Stefan Lang        | 223    |        |
| 15.     | Manuel Poppinger   | 223    |        |
| 17.     | Stefan Hayböck     | 218    |        |
| 18.     | Sindre Trana       | 206    |        |
| 19.     | Hiroaki Watanabe   | 205    |        |
| 20.     | Nejc Frank         | 202    |        |
| 21.     | Shusaku Hosoyama   | 200    |        |
| 22.     | Yukio Sakano       | 190    |        |
| 23.     | Manuel Fettner     | 180    |        |
| 24.     | Klemens Murańka    | 176    |        |
| 25.     | Pascal Bodmer      | 160    |        |
| 25.     | Christoph Hänel    | 160    |        |
| 27.     | Jakub Kot          | 155    |        |
| 28.     | Anders Fannemel    | 150    |        |
| 28.     | Nicholas Fairall   | 150    |        |
| 30.     | Nico Hermann       | 148    |        |
| ...     |                    |        |        |